# Pearung Silali
Pearung Silali is een bestuurslaag in het regentschap Humbang Hasundutan van de provincie Noord-Sumatra, Indonesië. Pearung Silali telt 1164 inwoners (volkstelling 2010).